# Szvetnik Joachim
Szvetnik Joachim (Mélykút, 1927. május 30. – Baja, 1988. március 30.) Kossuth-díjas magyar ötvösművész. 1977-ben közreműködött a koronázási jelvények azonosításában és hazaszállításában.

## Élete
Apja napszámos, szélmolnár volt. Joachim születése után elhagyta a családot, innentől a családfő a nagyapa lett. Joachim szerencséjére a nagyapa azt az elvet vallotta, hogy a gyerek azzal foglalkozzon, amihez kedve van. A fiú sokoldalú tehetsége így hamar megmutatkozott: ügyesen faragott, szobrászkodott, zenélt. Ennek ellenére csak nagy nehézségek árán jutott be 1951-ben a Képzőművészeti Főiskolára. Szobrász szakon kezdett el tanulni, de hamarosan a Magyar Iparművészeti Főiskola ötvös tervezőművész szakára váltott.
1957-től 1987-ig az Magyar Iparművészeti Múzeum restaurátoraként dolgozott. Részt vett az Esterházy-kincsek restaurálásában. A bombasérült, csaknem megsemmisült Esterházy kincsek feltámasztását Szvetnik mesternek köszönhetjük. Dolgozott múzeumoknak, restaurált egyházi gyűjteményeket.
1945-ben a magyar koronázási jelvények Amerikába kerültek és azokat az amerikai kormány a magyar nép különleges tulajdonaként őrizte. 1977-ben Jimmy Carter elnök hozzájárult az ékszerek visszaadásához. Mielőtt erre sor került volna, egy bizottság tagjaként Szvetnik Joachim azonosította és leltározta a műtárgyakat, valamint javaslatot tett a szállításukra és őrzésükre.
A korona hazaszállítása után még tartott előadásokat, írt közleményeket, de betegsége miatt a nyolcvanas években dolgozni már csak a mélykúti szülőházában kialakított műhelyben tudott. 1988-ban „művészettörténeti és a koronával kapcsolatos szakértői tevékenysége” elismeréseként Kossuth-díjjal tüntették ki. Szvetnik Joachim mélykúti szülőháza ma emlékház, mely bemutatja a XX. század egyik legnagyobb ötvös géniuszának életét és munkásságát.

## Emlékezete
- Szvetnik Joachim Általános Iskola
- Szvetnik Joachim Emlékház, Mélykút
- Magyar Örökség díj (2016) /posztumusz/[2]